# راه شیری (فیلم ۱۹۶۹)
راه شیری (به فرانسوی: La Voie lactée) فیلمی محصول سال ۱۹۶۴ و به کارگردانی لوئیس بونوئل، کارگردان اسپانیایی‌الاصل است. بونوئل بعدها این فیلم را نخستین فیلم در یک سه‌گانه (دو فیلم دیگر میل مبهم هوس و جذابیت پنهان بورژوازی بودند.) توصیف کرد که راجع به «جستجوی حقیقت» است. عنوان این فیلم از این حقیقت که نام اولیه کهکشان راه شیری، راه سنت جیمز بوده، سرچشمه گرفته است که این راه، زائران را از شمال اروپا، به اسپانیا هدایت می‌کرد.